# 회화면
회화면(會華面)은 대한민국 경상남도 고성군에 있는 면으로, 소재지는 배둔리다. 지리적으로 창원시 마산합포구 진전면과 관내 구만면, 마암면과 접경하고 있는 교통의 요충지이며, 충무공 이순신 장군의 “당항포 해전” 대첩지를 기념한 ‘당항포관광지’가 위치하고 있는 곳이다. 또한 등산하기 좋은 적석산과 사계절 싱싱한 생선회를 맛볼 수 있는 횟집촌이 있는 곳이기도 하다. 특히, 당항포관광지 해안에는 태고의 신비를 간직한 1억년 전의 물결자국, 공룡발자국 화석이 산재하고 있어 《2009 경남고성공룡세계엑스포》 행사가 이 곳 당항포관광지에서 성황리에 개최되었으며, 또한 《2012 경남고성 공룡세계엑스포》 행사가 개최된 곳이기도 하다.

## 연혁
- 삼국시대 변한의 촌락
- 994년 고려 성종 14년 녹명현, 선현, 화양현으로 구분
- 1894년 갑오경장 때 회현면, 화양면에 각각 면장을 두어 면 정을 담당
- 1913년 3월 1일 두면이 회화면 6리로 병합
- 1945년 정부수립 이후 6리 13행정마을
- 1974년 2월 25일 배둔리 2행정마을에서 4행정마을로 분할 15 행정마을
- 1982년 9월 1일 자소마을이 2마을(자소, 금봉촌)로 분할 16행정 마을로 현재에 이르고 있다.

## 행정 구역
- 배둔리
- 당항리
- 봉동리
- 어신리
- 삼덕리
- 녹명리

## 교육
- 회화초등학교
- 회화중학교
- 고성고등학교

## 볼거리
- 당항포관광지
- 벚꽃터널 (4월초) : 고성군 회화면↔마산시 진전면 간 구도로
- 당항포 횟집단지

## 항구
- 어신항 - 어신리에 있는 대한민국의 어촌정주어항이다.